# Galium hierochuntinum
Galium hierochuntinum är en måreväxtart som beskrevs av Joseph Friedrich Nicolaus Bornmüller. Galium hierochuntinum ingår i släktet måror, och familjen måreväxter. Inga underarter finns listade i Catalogue of Life.